# Антон Ром
Антон Ром (нім. Anton Rom, 10 березня 1909 — 30 грудня 1994) — німецький академічний веслувальник.
Олімпійський чемпіон 1936 року в складі розпашної четвірки без стернового.
Чемпіон Європи 1934 (розпашні четвірки без стернового), 1935 (розпашні четвірки зі стерновим) років.